# Escorailles
 Escorailles  ist eine französische Gemeinde mit 83 Einwohnern (Stand 1. Januar 2022) im Département Cantal in der Region Auvergne-Rhône-Alpes; sie gehört zum Arrondissement Mauriac und zum Kanton Mauriac.

## Bevölkerungsentwicklung
| Jahr                       | 1962 | 1968 | 1975 | 1982 | 1990 | 1999 | 2007 | 2019 |
| Einwohner                  | 99   | 100  | 99   | 98   | 83   | 78   | 82   | 83   |
| Quellen: Cassini und INSEE |      |      |      |      |      |      |      |      |

## Sehenswürdigkeiten
- Ruinen der Burg Escorailles (8. Jahrhundert, Monument historique)
- Kirche Saint-Jean-Baptiste

|  |  |